# Metis (Mythologie)
Metis (altgriechisch Μῆτις Mḗtis, deutsch ‚kluger Rat‘) ist in der griechischen Mythologie eine Okeanide, die Tochter der Tethys und die erste Geliebte des Zeus. Sie wurde „die am meisten Wissende von den Göttern und den sterblichen Menschen“ genannt. Philosophisch steht Metis für den Scharfsinn, der als „praktisches, komplexes, implizites Wissen“ von den drei anderen Wissensformen episteme, techne und phronesis unterschieden wird.

## Mythos
Wie die Göttin Nemesis verstand es auch Metis, sich in vielerlei Gestalten zu verwandeln und so Zeus lange Zeit zu widerstehen, als dieser sie zur Geliebten wollte. Zeus zeugte mit ihr schließlich die Athene, verschlang die schwangere Metis aber: Ein Orakel hatte ihm nämlich geweissagt, eine Tochter der Metis werde ihm gleichrangig sein, ein Sohn ihn stürzen. Zeus gebar nun die Tochter, indem ihm Hephaistos mit einem Beil auf den Kopf schlug. Aus dem gespaltenen Kopf sprang Athene mit weit hallendem Schlachtruf, in voller Rüstung und mit ihrem spitzen Wurfspeer bewaffnet hervor.
Ein zweites Kind – ein Sohn, mit dem Metis gleichzeitig schwanger war – wurde nicht befreit, blieb ungeboren und unbenannt. Man muss annehmen, da kein weiterer Bericht über Metis vorliegt, dass sie im Bauch des Zeus verblieben ist. Dass Zeus Metis verschlungen hat, macht ihn somit zum „Gott des klugen Rates“.
In einer Variante hat Metis sich in alle möglichen pflanzlichen und tierischen Formen verwandelt, um dem ihr nachstellenden Zeus zu entkommen. Als sie sich jedoch in eine Fliege verwandelte, fing Zeus sie ein und verschluckte sie. Sie kroch durch seine Adern und wurde erst in ihm befruchtet. Die schwangere Metis kroch in seinen Kopf. Zeus bekam Schmerzen, denn die Leibesfrucht drückte gegen seinen Schädel. Deshalb wurde Hephaistos gerufen.
Zuvor hatte sie Zeus geholfen, seine Geschwister zu befreien, die Kronos verschlungen hatte, indem sie ihm ein Mittel (Salzwasser oder auch Wasser mit Senfpulver) gab (oder nur den Rat dazu), nach dessen Einnahme Kronos seine verschlungenen Kinder wieder erbrach.
Metis gilt auch als Mutter des Gottes Poros.
Astrologisch wird Metis mit dem Planeten Merkur assoziiert.